# 北見藤高等学校
北見藤高等学校（きたみふじこうとうがっこう）は、北海道北見市三楽町にあるミッション系の私立高等学校。学校法人北海道カトリック学園が運営している。
コースは、キャリアが2年次からアクティブとフロンティア・特進が2年次からグローバルとエクセレンスに選択できる。そのため自分に合った進路を選ぶことができるようになっており、アクティブは就職・フロンティアは進学・グローバルは難関私立大学・エクセレンスは国公立大学を目指すカリキュラムになっている。

## 沿革
- 1940年 - 財団法人札幌藤高等女学校設立
- 1948年 - 財団法人藤学園へ名称変更
- 1951年 - 学校法人藤学園へ改組
- 1956年4月 - 北見藤女子高等学校・中学校として開校。
- 2003年3月 - 中学校を廃止。
- 2019年4月 - 学校法人の移管（学校法人藤学園→学校法人北海道カトリック学園）、男女共学にともない北見藤高等学校に改称[1][2]。

## 校訓
校訓は
謙遜・忠実・潔白とある。
これは校章の中央にある3本のラインに象徴されている。

## 著名な出身者
- 前田由紀 - 歌手、元Whiteberry[要出典]
- 水沢里美 - 歌手、元Whiteberry[要出典]
- Miz - 歌手[要出典]
- 丸山礼 - お笑いタレント

## 系列校
- 旭川藤星高等学校（北海道旭川市）